# Pluh, Bobrovîțea
Pluh (în ucraineană Плуг) este un sat în comuna Ozereanî din raionul Bobrovîțea, regiunea Cernihiv, Ucraina.

## Demografie
Componența lingvistică a localității Pluh
     Ucraineană (100%)
Conform recensământului din 2001, toată populația localității Pluh era vorbitoare de ucraineană (100%).